# Âaqen
Âaqen est un hypothétique roi de la XIIIe dynastie.

## Attestations
Le nom de ce roi, signifiant « l'âne brave », apparaît simplement dans la généalogie d'Ânkhefensekhmet, prêtre à Memphis sous la XXIIe dynastie. Selon l'opinion de Jürgen von Beckerath, ce nom vient de Seth est courageux, correspondant au roi Meribrê Seth, et a été changé en cette forme à l'époque du rejet du dieu Seth.